# Полікуровський пагорб
Полікуровський пагорб (крим. Paleon Töpe) або Старе місто (крим. Eski şeer) — пагорб та місцевість у Ялті.
Раніше — Пале-Кур, Пале-Хори, назва походить з грецького палеон — старовинний та хоріон — село.

## Опис
Полікурівський пагорб в Ялті — це історичне серце міста, по суті, те місце, де народилася майбутня перлина ПБК.
Старе місто, його надзвичайно вузькі та криві вулиці химерною сіткою покривають схили Полікуровського пагорба. Ця так звана «Массандрівська слобідка» завжди привертала увагу письменників та поетів. Вона практично не змінилася, а також мальовнича і типово приморська: безліч старих, вивітряних сходів, закутків, огорож з дикого каменю та маленьких двориків.
Сьогодні головною домінантою і найбільш відомою пам'яткою цього місця, яку видно буквально з усіх куточків міста, є церква Іоанна Златоуста, збудована в 1837 році (відновлено в 1994-му). Якщо піднятися трохи вище від храму, то відкривається чудовий вид на Ялту.
Тут розташовується меморіальне кладовище, що вважається однією з визначних пам'яток курортного міста.

## Історія
Полікурівський пагорб має унікальне географічне розташування, він видно практично з будь-якої точки міста. Продовженням пагорба служить видатний у морі невеликий мис, що має назву Церковний мис. У часи Кримського ханства на острозі цього мису була церква, яка була знищена під час російсько-турецької війни.
У 1783 році на цьому місці було збудовано дерев'яний будинок з невеликою церквою, на честь Святого Іоанна Хрестителя Предтечі.
Наприкінці ХVIII — початку ХIХ століття Ялта розташовувалась навколо Полікуровського пагорба, поблизу мису Святого Іоанна («Кільсе-Бурун» кримськотатарською).
За свідченням П. І. Сумарокова, автора праці «Подорож по всьому Криму», 1799 року являла собою невелике рибальське поселення з тридцяти будиночків, старовинної церкви та військового редуту з невеликим гарнізоном.
До 1838 року, коли Ялту було проголошено містом, мало що змінилося. На пагорбі Полікур за проектом Торічеллі спорудили собор Іоанна Золотоуста, відкрили митницю та карантин зі шпиталем, а також порт.
Також стали будувати прибережне укріплення (мол) в 45 сажень, яке мало захищати порт від хвиль, що б'ють. У нього вклали близько 200 тис. рублів, але протрималася ця споруда всього близько року і була розбита хвилями.
Потім звели велику дерев'яну пристань на якорях. Але й вона не витримала випробування: у 1861 році найсильнішим штормом пристань та судна були викинуті на берег і розбиті.
У 1889 році розпочалося будівництво нового великого молу з високим хвилевідбійним парапетом та начерком для гасіння хвиль. Будівництво тривало до 1892 року. Одним із керівників робіт був відомий інженер О. Л. Бертьє-Делагард.
Не раз шторми змивали величезні масиви, але, мовляв, «латали», зміцнювали. Наприкінці молу побудовано головну частину — «шпору», що виступає на 21 метр всередину порту, там же було поставлено білу циліндричну вежу маяка. Цей мол і маяк існують до теперішнього часу.
У 2010-х роках активісти Громадського комітету Великої Ялти намагалися зупинити «освоєння» території меморіального кладовища новими господарями земельних ділянок на пагорбі. У протистоянні з охоронцями будівництва дійшло навіть до стрілянини — були постраждалі. Однак сили виявилися нерівними: впливовому приватному забудовнику все ж вдалося вклинитися на цвинтарну землю і завершити розпочате. Сусіднє будівництво все ж вдалося призупинити.